# Aeonium aureum
Aeonium aureum (C.Sm. ex Hornem.) T.H.M.Mes es una especie de planta tropical con hojas suculentas perteneciente a la familia de las crasuláceas.

## Etimología
aureum: epíteto latino que significa dorado, aludiendo al color de las flores.

## Distribución geográfica
Aeonium aureum es un endemismo presente en todas las Islas Canarias salvo en Lanzarote y Fuerteventura.

## Descripción
Se diferencia dentro del género por sus rosetas foliares de 8-25 cm de diámetro, con hojas obovado-espatuladas de 5-11 x 3-6 cm, glaucas y con margen hialino, glabras. Las inflorescencias miden hasta 45 cm de ancho, con un pedúnculo de 15-35 cm. Las flores son 25- a 32- partidas, con pétalos de color amarillo intenso.

## Nombres comunes
Se conoce como "bea dorada".

## Sinonimia
- Sempervivum aureum C.Sm. ex Hornem.
- Sempervivum calyciforme Haw.
- Sempervivum rupifragum (Webb) Christ[3]
- Greenovia aurea (C.Sm. ex Hornem.) Webb & Berthel